# Chrysopophthorus hungaricus
Chrysopophthorus hungaricus är en stekelart som först beskrevs av Kiss 1927.  Chrysopophthorus hungaricus ingår i släktet Chrysopophthorus och familjen bracksteklar. Inga underarter finns listade i Catalogue of Life.